# Arthur Forrest (rugbysta)
Arthur Forrest (ur. 13 października 1859 w Dublinie, zm. 13 lipca 1936 w Wetherby) – irlandzki rugbysta, reprezentant kraju.
W latach 1880–1885 rozegrał osiem spotkań dla irlandzkiej reprezentacji, dwa z nich odbyły się w ramach Home Nations Championship. Czterokrotnie prowadził reprezentację kraju w roli kapitana, wygrywając jeden z tych pojedynków.